# 頭に来てもアホとは戦うな!
『頭に来てもアホとは戦うな!』（あたまにきてもアホとはたたかうな）は、田村耕太郎が著したビジネス書。2014年7月8日に朝日新聞出版から刊行された。さらに2019年3月7日に秋内常良のシナリオを基に、松枝尚嗣によりコミカライズされた『まんがでわかる 頭に来てもアホとは戦うな!』が同じく朝日新聞出版から刊行された。
筆者の田村は元参議院議員で、国立シンガポール大学リー・クアンユー公共政策大学院兼任教授など様々な要職に就いている。社内のちぐはぐな人間関係などで時間やエネルギーなどを使い果たすよりも、マイナスな感情に左右されずに自身の手によって成果を生み出すことが必要であると説く新感覚のビジネス書である。ちなみにこの著書で言う「アホ」とは「あなたの時間・エネルギー・タイミングを奪う、不愉快で理不尽な人」のことを指す。
2019年4月23日から6月25日まで知念侑李（Hey! Say! JUMP）主演でテレビドラマ化。

## テレビドラマ
日本テレビ系の「シンドラ」枠で、2019年4月23日（22日深夜）から6月25日（24日深夜）まで放送されていた。主演は知念侑李（Hey! Say! JUMP）。

### あらすじ (テレビドラマ)
老舗おもちゃメーカーにやってきた新入社員・谷村小太郎には、小っちゃな体に似合わないある野望があった。しかし、そのサクセスの道に待ち受けていたのは世の中に存在する「アホ」だった。
これは、スーパービジネスマンになりきれない熱き青年が自らの体力と頭脳を駆使しながら、未来を切り開く激闘の記録物語である。

### キャスト
- 谷村小太郎 - 知念侑李（Hey!Say!JUMP）
- 谷村晴彦（小太郎の父） - 神保悟志[6]
- 野村由里（小太郎の幼なじみ） - 若月佑美[6]
- 栗山勝（小太郎の上司） - 長谷川朝晴
- 近藤泰示（小太郎の先輩） - 渋谷謙人
- 吉井明子（小太郎の先輩） - 奥村佳恵
- 正田真美（小太郎の先輩） - 隅田杏花
- 高梨凛子（延暦寺の秘書） - 青山めぐ
- チャンワン（晴彦の寿司店で働くタイ人） - ナリット
- 延暦寺タテル（おもちゃ会社「サイトー」の社長） - 佐藤隆太
- 斎藤充（「サイトー」の前社長で小太郎のおじ） - 生瀬勝久

#### ゲスト
第1話
- 片岡信二 - 東幹久

第2話
- 金子良平 - 柿澤勇人

第3話
- 宮西シオン - 峯村リエ

第4話
- 飯山清史郎 - 桐山照史（ジャニーズWEST）

第5話
- 木村雄三 - 嶋田久作

第6話
- はやしん - はやしん

第7話
- 西川雅美 - 大島蓉子

第8話
- 吉田博之 - 森下能幸

第9話
- セイジ・イグチ - プラズマ
- 浦野京香 - 川面千晶（ - 第10話）

### スタッフ
- 原案 - 田村耕太郎 『頭に来てもアホとは戦うな!』（朝日新聞出版刊）
- 脚本 - 吹原幸太
- 演出 - 明石広人、横尾初喜
- 音楽 - 天休久志、ハセガワダイスケ
- 主題歌 - Hey! Say! JUMP「Lucky-Unlucky」（ジェイ・ストーム）[7]
- 編成企画 - 田中宏史、川口信洋
- コンテンツプロデューサー - 梅澤宏和
- チーフプロデューサー - 西憲彦
- プロデューサー - 鈴木亜希乃、長松谷太郎、伊藤裕史
- 制作プロダクション - AXON
- 制作協力 - フーリンラージ
- 製作著作 - 日本テレビ、ジェイ・ストーム

### 放送日程
| 話数   | 放送日  | サブタイトル               | 演出     |
| ------ | ------- | -------------------------- | -------- |
| 第1話  | 4月23日 | 熱血アホには××せよ!        | 明石広人 |
| 第2話  | 4月30日 | 嫉妬アホには××せよ!        | 明石広人 |
| 第3話  | 5月07日 | 勘違いアホには××せよ!      | 明石広人 |
| 第4話  | 5月14日 | マウントアホには××せよ!    | 横尾初喜 |
| 第5話  | 5月21日 | 自分ルールアホには××せよ!  | 横尾初喜 |
| 第6話  | 5月28日 | 手柄横取りアホには××せよ!? | 明石広人 |
| 第7話  | 6月04日 | お節介アホには××せよ!      | 明石広人 |
| 第8話  | 6月11日 | 心配性アホには××せよ!      | 横尾初喜 |
| 第9話  | 6月18日 | 宇宙人アホには××せよ!      | 明石広人 |
| 最終話 | 6月25日 | アホには××せよ!            | 明石広人 |

### ネット局
| 放送対象地域 | 放送局                | 系列           | 放送期間                | 放送時間                       | 備考       |
| ------------ | --------------------- | -------------- | ----------------------- | ------------------------------ | ---------- |
| 関東広域圏   | 日本テレビ（NTV）     | 日本テレビ系列 | 2019年4月23日 - 6月25日 | 火曜 00:59 - 01:29（月曜深夜） | 制作局     |
| 宮城県       | ミヤギテレビ（MMT）   | 日本テレビ系列 | 2019年4月23日 - 6月25日 | 火曜 00:59 - 01:29（月曜深夜） | 同時ネット |
| 山梨県       | 山梨放送（YBS）       | 日本テレビ系列 | 2019年4月23日 - 6月25日 | 火曜 00:59 - 01:29（月曜深夜） | 同時ネット |
| 近畿広域圏   | 読売テレビ（ytv）     | 日本テレビ系列 | 2019年4月29日 -         | 月曜 2:35 - 3:05（日曜深夜）   | 遅れネット |
| 北海道       | 札幌テレビ（STV）     | 日本テレビ系列 | 2019年5月3日 -          | 金曜 1:59 - 2:29（木曜深夜）   | 遅れネット |
| 静岡県       | 静岡第一テレビ（SDT） | 日本テレビ系列 | 2019年5月7日 -          | 火曜 1:59 - 2:29（月曜深夜）   | 遅れネット |
| 石川県       | テレビ金沢（KTK）     | 日本テレビ系列 | 2019年5月9日 - 7月11日  | 木曜 0:59 - 1:34（水曜深夜）   | 遅れネット |
| 中京広域圏   | 中京テレビ（CTV）     | 日本テレビ系列 | 2019年5月9日 -          | 木曜 2:08 - 2:38（水曜深夜）   | 遅れネット |
| 福岡県       | 福岡放送（FBS）       | 日本テレビ系列 | 2019年5月10日 -         | 金曜 2:10 - 2:40（木曜深夜）   | 遅れネット |
| 青森県       | 青森放送（RAB）       | 日本テレビ系列 | 2019年5月19日 -         | 日曜 1:25 - 1:55（土曜深夜）   | 遅れネット |
| 高知県       | 高知放送（RKC）       | 日本テレビ系列 | 2019年6月22日 -         | 日曜 1:25 - 1:55（土曜深夜）   | 遅れネット |

| 日本テレビ シンドラ                    | 日本テレビ シンドラ                                   | 日本テレビ シンドラ                                          |
| 前番組                                 | 番組名                                                | 次番組                                                       |
| -------------------------------------- | ----------------------------------------------------- | ------------------------------------------------------------ |
| 節約ロック （2019年1月22日 - 3月26日） | 頭に来てもアホとは戦うな! （2019年4月23日 - 6月25日） | 簡単なお仕事です。に応募してみた （2019年7月23日 - 9月24日） |